# Colfax (wieś w hrabstwie Dunn)
Colfax – wieś w Stanach Zjednoczonych, w stanie Wisconsin, w hrabstwie Dunn.